# Elatostema kraemeri
Elatostema kraemeri är en nässelväxtart som beskrevs av Franz Reinecke. Elatostema kraemeri ingår i släktet Elatostema och familjen nässelväxter. Inga underarter finns listade i Catalogue of Life.